# 15230 Alona
15230 Alona è un asteroide della fascia principale. Scoperto nel 1987, presenta un'orbita caratterizzata da un semiasse maggiore pari a 2,2852515 UA e da un'eccentricità di 0,1647215, inclinata di 5,42707° rispetto all'eclittica.